# ナギーブ・マフフーズ
ナギーブ・マフフーズ（エジプト・アラビア語: نجيب محفوظ, ラテン文字転写: Nagīb Maḥfūẓ, IPA: [næˈɡiːb mɑħˈfuːzˤ]; 慣用されているラテン文字表記: Naguib Mahfouz; 1911年12月11日 – 2006年8月30日）はエジプトの作家・小説家。70年にわたる作家人生の中で小説34作品のほか、短編小説350以上、多数の映画脚本、演劇作品5作品を生み出した。エジプト国内では1980年代までにマフフーズが脚本した映画が25本、小説の映画化が30本以上、制作された。エジプト国外での映画化を含むとそれ以上になる。代表作に「バイナル・カスライン」を含む「カイロ三部作」、『街角の子供たち』、『渡り鳥と秋』、『蜃気楼』、『ハーネルハリーリー市場』、『ミダク横丁』など。1988年にエジプト初、アラブ圏初のノーベル文学賞を受賞した。なお、生涯を通じてカイロの外へ出ることは滅多になかった。

## 前半生

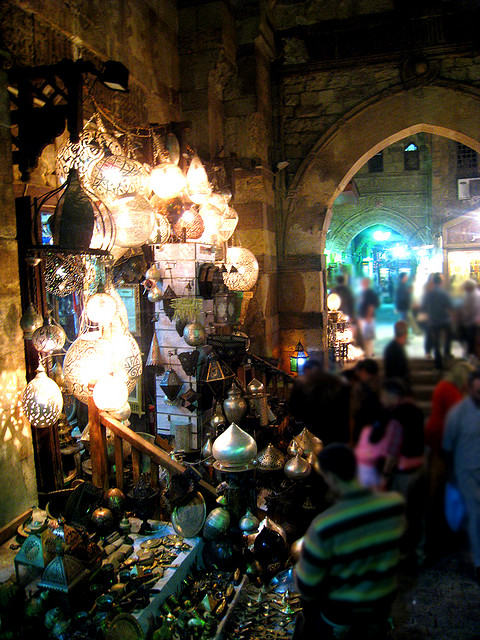
カイロ旧市街を代表するスークの一つ、ハーネルハリーリーのグーリー門に店を広げるランタン屋。

1911年12月11日にカイロの下位中流階級のムスリム家庭に生まれた。難産の末、誕生した新生児に、家族は分娩に立ち会った医師の名前をもらって名づけた。医師のフルネームをそのままファーストネームとして命名したため、筆名「ナギーブ・マフフーズ」は作家本人の名前部分だけを抜き出したものでありナギーブがファーストネーム・マフフーズがラストネームという訳ではないが、慣用的にمحفوظ（マフフーズ）のみで呼ばれる・言及されることも多い。
7人きょうだいの末っ子で、兄が4人、姉が2人いた。すぐ上の兄とも10歳は年が離れており、まるで一人っ子のように育った。作家はのちに、自分に普通のきょうだい同士のつながりがなかったことを嘆いている。アメリカン大学カイロ校出版局のウェブサイトは、このことが彼の作品の多くに共通して見られる兄弟愛のテーマに影響を及ぼしたと分析する。
マフフーズの一家は安定的で愛情にあふれた家庭であり、幸福な少年時代を過ごしたと見られる。マフフーズが「時代遅れの人だった」と形容する父アブデルアズィーズ・エブラーヒームは役人だった。母ファーティマはアズハル大学の長老ムスタファ・カシーシャの娘であった。彼女自身は文盲であったものの、エジプト考古学博物館やピラミッドのような文化的な場所への小旅行に、少年時代のマフフーズを頻繁に連れて行ったという。一家は敬虔なムスリムであり、マフフーズは宗教的に厳格な環境で育てられた。あるインタビューでは、そうした幼少期の宗教的な雰囲気を詳細に語り、「あの一家から芸術家が誕生するなんて想像もできなかっただろうね」と述べている。
1919年のエジプト革命は、後々まで続く強い影響を作家に与えた。当時7歳の幼いマフフーズは、イギリスの兵士がデモの参加者なら男女の区別なく発砲する様子を何度も目撃した。「子どもの頃の私を最も不安にさせたもの、それは1919年の革命だったと言える」とマフフーズは後年語った。
マフフーズの一家は、彼が誕生した当初、カイロの旧市街中心部にあるガマリーヤ区にあるベイト＝ル＝カーディー（Bayt al-Qadi）地区に住んでいた。この界隈はファーティマ朝がカイロの町を建設したときからある歴史の古い地区である。1924年、12歳のときに、旧市街の北辺にあるアッバースィーヤ区に移った。アッバースィーヤ区では「カイロ三部作」のカマールのように初恋も経験した。『ミダク横丁』や「カイロ三部作」を始め、マフフーズの小説には、作家が幼少期を過ごした街区を舞台背景とするものが多い。
小学生の頃は探偵小説、歴史小説、冒険小説を読みふけった。中等教育の学校に上がると、ターハー・フセインやサラーマ・ムーサー、フェビアン協会の知識人たちが書いた本を熱心に読み、影響を受けた。とりわけターハー・フセインやサラーマ・ムーサー、モハメド・ハサネイン・ヘイカル、イブラーヒーム・アル＝マージニーといったアラビア語のフィクションに新しい手法をもたらした作家たちの作品は、短編小説の書き方というものをマフフーズに教えてくれた。
中等教育を終えたマフフーズは、1930年にフアード1世大学（現カイロ大学）に入学を認められ、そこで哲学を学んだ後、1934年に卒業した。書くことが好きで数学や自然科学にも早い頃から興味を示していたマフフーズが哲学を専攻した理由は、多才な詩人アッバース・アル＝アッカードの著作に感化されたためであった。その後1年間は哲学修士課程に在籍していたが、1936年に研究の中断を決意し、プロの文筆家になった。マフフーズは『リサーラ』誌のジャーナリストとして働きながら、日刊紙『アハラーム』や『ヒラール』誌に短編を寄稿しはじめた。

## 官吏としてのキャリア

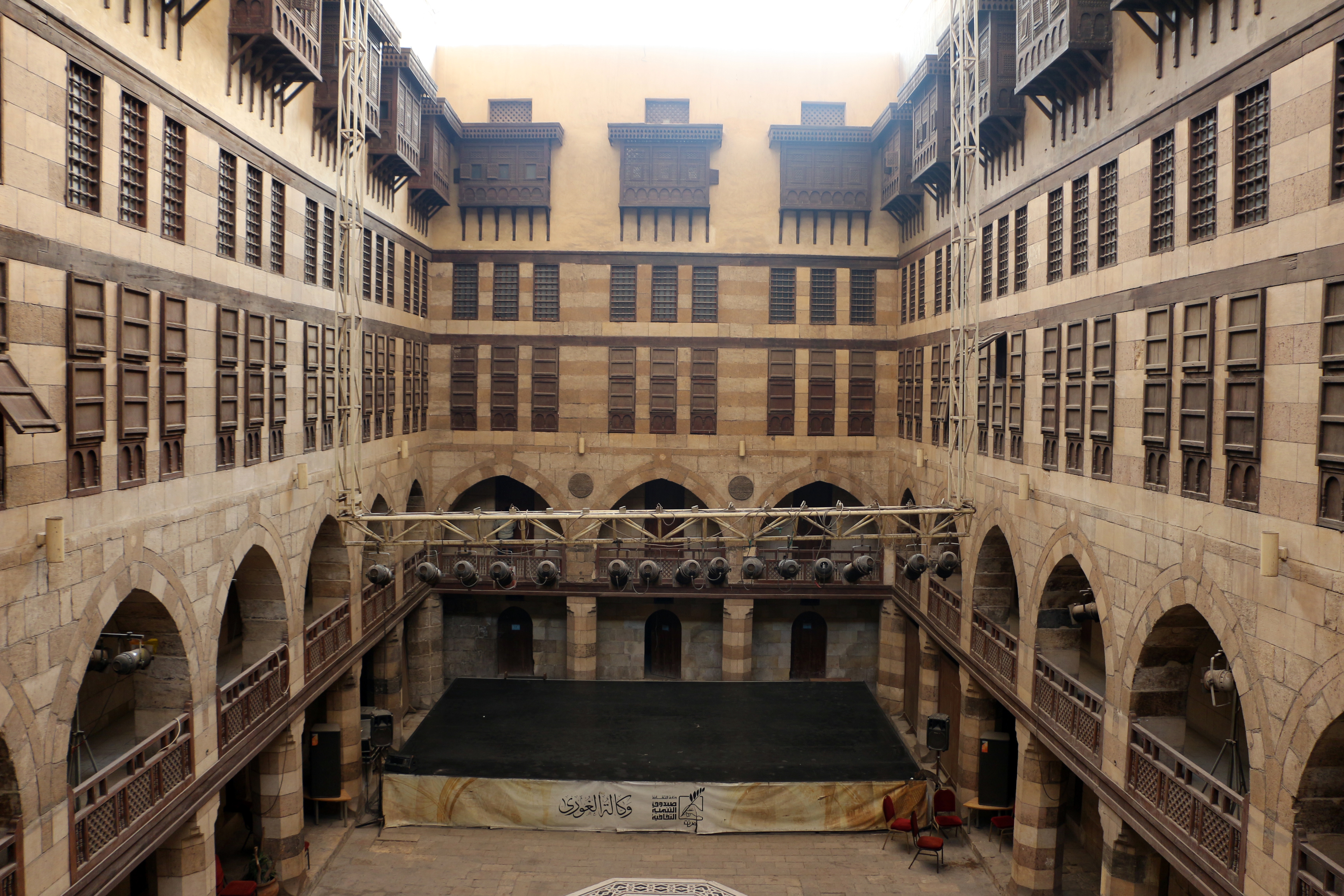
グーリー・ハーンカーに属する建築の一つ。

1934年に哲学の学士を取得したあと、24歳のマフフーズは父と同じ道を選び、官吏になった。以来、1971年に退職するまでの間、複数の官公庁でさまざまな地位に就いた。最初はフアード1世大学（現カイロ大学）で事務員をした。1938年にはアウカーフ省というワクフ（公共財）を管理する役所の政務官になった。
1945年、33歳のマフフーズは、ガマリーヤ区の自分の生まれ育った家のすぐ近くにあるグーリー・ハーンカー内の図書館への転属を希望する。マフフーズはそこで、「優良資金貸付計画」の一環として、幼い頃から見知ったこの界隈の隣人たちと世間話をするという仕事を受け持った。グーリー・ハーンカーの図書館に勤務していた頃は、多くの人のさまざまな人生を観察するとともに、数多くの西洋文学を濫読した時期でもあった。この頃は、シェイクスピア、コンラッド、メルヴィル、フローベール、スタンダール、トルストイ、プルースト、オニール、ショウ、イプセン、ストリンドベリがお気に入りの作家であった。
1950年代以降マフフーズは、芸術庁の検閲官、映画支援財団の理事などの役職を経験した後、最終的に文化省の顧問になった。マフフーズは43歳になるまで独身であった。それは、結婚に伴う制限や束縛が、自分の文学者としての未来の邪魔になると考えていたためである。「私は結婚が恐ろしかったのです・・・特に、きょうだいたちが結婚したがゆえに付き合わねばならない冠婚葬祭にてんてこ舞いしているところを見るにつけ、怖くなりました。この人は誰それのところへおじゃました、あの人は誰それのところから招待を受けたってね。結婚生活は私の時間を全部奪ってしまいそうだと感じていました。およばれやら会合やらで精一杯、自由がないと思ったのです。」彼はその考えを口に出して明らかにもしていたが、1954年にアレクサンドリア生まれのコプト派キリスト教徒の女性と静かに結婚した。夫妻は最初、ナイル川西岸ギーザのアグーザ地区（حي العجوزة）のハウスボート（住居用の屋形船）に住んでいたが、同じ地区の集合住宅に引っ越した。マフフーズは人前に出ることをあまり好まず、特に私生活に関する質問を受けるのを避けた。それは「雑誌やラジオ番組のばかげた話題に消費されるだけ」と考えていたからであった。

## 作家としてのキャリア
マフフーズは、18-19世紀イギリスの作家ウォルター・スコットの歴史小説群に影響を受けて、全30編からなる小説群によりエジプトの歴史全体を網羅する計画を練った。その試みは歴史小説Abath Al-Aqdar (1939)と Rhadopis (1943)、Kifah Tibah (1944) の執筆に実を結んだ。「これらは舞台を古代に借りているが、テーマは当時エジプトを支配していたイギリスと王政に対する批判であり、ナショナリズムの発揚であったと言われる」（高野晶弘）。
3作目を書き終えたあとのマフフーズの興味は歴史から現代へ、そして、社会の変動が市井の人々の心理に与えるインパクトを描き出すことへと移った。以後の初期作品のほとんどは、ほぼ同時代のカイロを舞台にする。『カーヒラトゥルジャディーダ』（1945）は、エジプトが名目上の独立を得た1930年代のカイロ、トルコ人やチェルケス人の官僚統治は縮退したものの、イギリスの影響下におかれ、欲深なファールーク1世体制化でひどく腐敗した官僚組織における栄達を望むニヒリストが主人公である。英語への翻訳を行ったウィリアム・ハッチンスは、カフカの愛読者であり官吏としての経験もあるマフフーズが、カフカとはまったく異なるやり方で、官僚主義がもたらす非人間性というカフカと同じ結論を描き出したことに注目する。
続く『ハーネルハリーリー市場』（1945）の舞台設定は1942年のカイロ一番のスーク、ハーネルハリーリー。ドイツ軍がエル・アラメインまで迫る中、「この有名な市場にはドイツ軍も手出しをせず、爆撃をしないだろう」と狭いハーネルハリーリーに避難するカイロっ子たちの姿を描く。多種多様な意見を持つ登場人物たちは、古い井戸と新しい井戸のどちらがいいか、歴史と近代のどちらがいいか、篤信と世俗主義のどちらがいいか、議論を交わす。こうした議論はこの市場の伝統である。作者は「ドイツ軍の爆撃のように、過去を打ち壊すことによって始めて、進歩は成し遂げられるのではないか？」という問いを投げかける。
『ミダク横丁』（1947）は第二次世界大戦中のカイロの貧民街が舞台である。このままでは売春婦になるしかない貧民街の束縛から逃れようとする意志の強い娘を中心に、美少年好きのカフェのオーナー、信心深い若者、身を持ち崩した男、ポン引き、債務者の手足を折って不具の物乞いに仕立て上げる男など、さまざまな登場人物が生き生きと描かれる。マフフーズ作品の中でも高い人気のある『ミダク横丁』は、1995年に舞台設定をメキシコに置き換え、「ミラグロの瞳」の題名で翻案・映画化された。
『蜃気楼』（1948）は内気で恥ずかしがり屋の青年を主人公としている。彼は母と祖父の過保護のもとに育てられ、母親の結婚での失敗や自身の自慰行為に対する罪悪感の影響によりセックスや結婚に対して異常なほどのコンプレックスを抱く。それでも公務員となり、結婚はするものの結婚生活は破綻する。主人公の心の葛藤は一人称によって語られ、具体的、細密に描写されている。

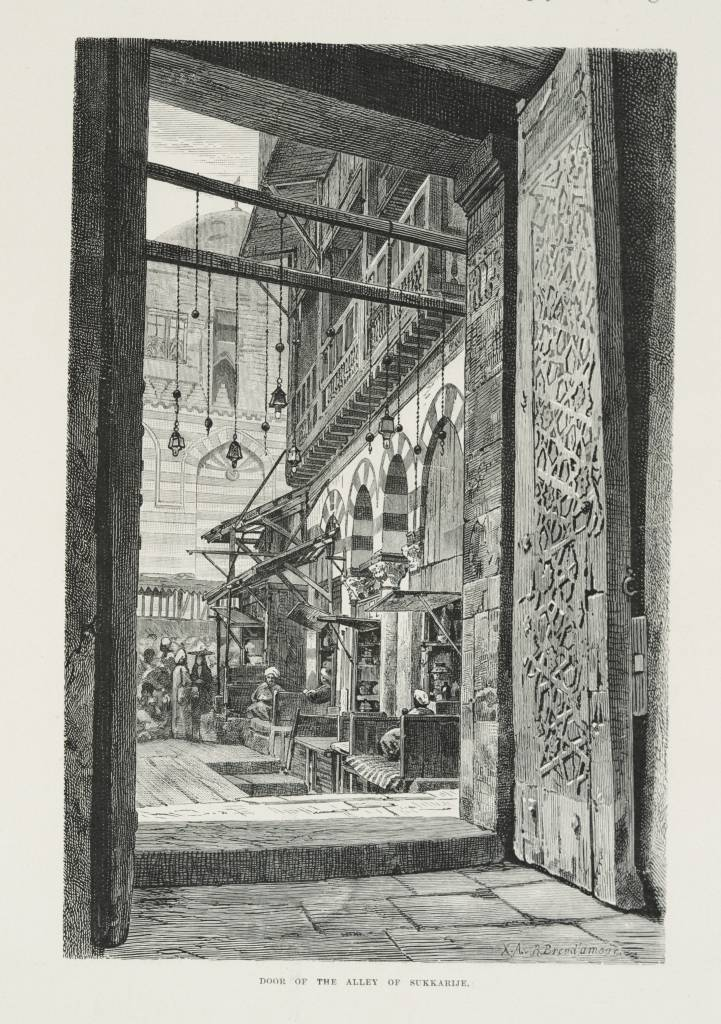
カイロ三部作の三作目のタイトルになっている「砂糖屋横丁」の門。1878年の絵。

マフフーズの1950年代の創作の中心は、「カイロ三部作」にあった。マフフーズは小説の舞台を自分が生まれ育ったカイロの街に設定し、三部作を構成する各小説のタイトルに、3つの異なるカイロの通りの名前をつけた。主要登場人物は、昔気質のアフメド・アブデルガワード氏とその家族3世代。彼らが、1919年の革命から、エジプト王ファールーク1世の退位（1952年の革命）までの時代を生きる姿を描いた。ところが、三部作を完成させたあとの数年間、マフフーズの創作のペンは止まってしまった。理由は王制を打倒したガマール・アブドゥンナーセルの新体制に失望したからである。しかしながら1959年に執筆を再開したマフフーズは旺盛な創作意欲を取り戻し、長編小説、短編小説、報道、回顧録、エッセイ、作劇のジャンルで作品を量産した。アブドゥンナーセルについては後年、1998年のインタヴューで、「（自分は）彼が現代において最も偉大な政治指導者の一人であると感じるようになって久しい。彼がスエズ運河の国有化を宣言してようやく、私は彼のことを全面的に高く評価するようになった。」と述べている。
1959年に出版した小説『街角の子どもたち』はゲベラーウィー氏と子孫の物語。頭の古いゲベラーウィーは、不毛な砂漠のど真ん中のオアシスに集合住宅を建てた。しかしこの家は世代を超えて続く一族の反目の舞台になる。本作は表面的には、平凡なエジプト人の暮らしを描写した作品である。ところが、子どもたちの家族がアブラハムの宗教と呼ばれるユダヤ教、キリスト教、イスラーム教のそれぞれを暗喩していると解釈することもでき、主要な作中登場人物をカインとアベル、モーゼ、イエス、ムハンマドの人生のアレゴリーに比定する読みも可能である。本作はアラブ圏のほぼ全域で出版が禁止された。発禁とならなかったのはレバノンにおいてのみである。
1960年代の作品は、神から遠くへ離れていく人間をテーマにした実存主義的小説が多い。1961年執筆の『盗人と犬』の主人公はマルクス主義者の盗人である。彼は刑務所から釈放され、復讐の計画を練るが、思わぬ運命に見舞われる。
1966年に出版した小説『ナイル川を漂う船の上でのおしゃべり』（Tharthara Fawq Al-Nīl）は、アブドゥンナーセル時代のエジプト社会の退廃を批判する内容を含み、アンワル・サーダート体制下で映画化もされたが、前大統領をなおも慕うエジプト国民を刺激しかねないという理由でサーダート体制により発禁処分にされた。そのため、よく知られた作品であるにもかかわらず、1990年代後半になるまでエジプト国内で手に入りにくい状態が続いた。
1960年代から1970年代にかけて、より自由な構成で小説を組み立てることを試みたマフフーズは、内的モノローグを多用するようになった。1967年の作品『ミーラーマール』は6人の語り手がそれぞれ一人称で語る複数のモノローグで構成されている。語り手の中には社会主義者もいれば、アブドゥンナーセルを支持する日和見主義もいる。1960年代初めごろ、アレクサンドリアの崩れかけた優雅な別荘ミーラーマール荘に集まってきた登場人物たちは、それぞれどこかに疎外感を感じている。彼らはそれぞれ異なる政治的意見を述べるが、物語は美人の田舎娘ゾフラを中心に話が進む。『ミーラーマール』はマフフーズ作品の中で最初に英語に翻訳された作品である。
『千一夜物語の夜』(1981年）や『イブン・ファットゥーマの旅行記』（1983年）では、アラブ又はエジプトの文化的伝統の換骨奪胎に挑戦した。『千一夜物語の夜』は「千一夜物語」の後日談という設定でシェヘラザードが登場し、昔話を語る芸のパロディを展開する。『イブン・ファットゥーマの旅行記』は中世の大旅行者イブン・バットゥータのリフラのパロディである。歴史上のファラオを取り扱った『アクエンアテン――真実に住む者』（1985年）は、新旧二つの宗教、それぞれの真実の葛藤がテーマである。

## 作品と思想

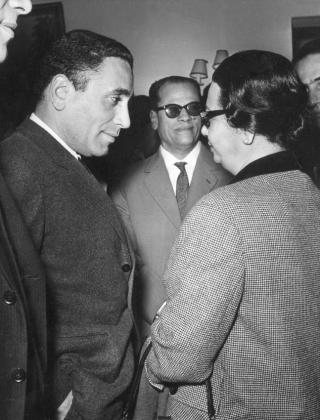
マフフーズ50歳の誕生日を祝うパーティにて。手前にいるモハメド・ハサネイン・ヘイカルとウンム・クルスームの間の奥に作家が見える。1962年12月。

マフフーズは70年を越える作家人生の中で、34編の長編小説、350編以上の短編小説、無数の映画脚本、5本の舞台脚本を書いたが、最もよく知られる作品は、1919年の革命から1952年の革命まで、3世代にわたるカイロ人の一家の物語を描いた「カイロ三部作」であろう。タウフィーク・エル＝ハキームとともに、実存主義という文学的テーマを追求する現代アラビア語文学の第1世代のひとりとみなされている。マフフーズは出版社ダール・エル＝マアーレフ（Dar el-Ma'aref）の役員を務めていた。その小説の多くは日刊紙『アハラーム』に連載され、「視点」という題の週間連載コラムもあった。ノーベル賞受賞以前は、2,3編の小説が西側諸国に知られているのみであった。
マフフーズの散文は、朴訥な物言いが特徴である。扱うテーマは幅広いが、社会主義、同性愛、神をテーマにした文章はエジプトにおいて出版が禁じられてしまった。マフフーズは、20世紀におけるエジプトの発展を描く一方で、東洋と西洋の双方からエジプトにもたらされた知的文化的影響を繋ぎ合わせる。彼の作品に見られる非エジプト文化の要素は、若い頃に熱中した西洋の探偵小説や、19世紀ロシアの古典から始まり、プルースト、カフカ、ジョイスといった現代の作家にまで及ぶ。マフフーズ小説の筋書きはほとんどの場合、人口稠密なカイロの街角で、市井の人々が社会の近代化と西洋的価値観の誘惑に対応しようともがくというストーリーである。長編『バイナル・カスライン』をはじめ、出身地であるカイロの旧市街を舞台にした作品が多く、伝統と近代化の間に翻弄される庶民の姿などを描き、「エジプトのバルザック」とも例えられた。
また、宗教的な寛容と節度を主張していた。民主化などで政府に注文もつける一方、イスラム原理主義にも批判的な立場を取った。マフフーズの著作の多くは政治を扱っており、そのことは作家自身も自覚している。「私の書くものは全部に政治が見出せるだろう。愛とか、その他の主題をそっちのけにして政治のことを書いている話だと思うかもしれない。しかし政治は私たちの思想の重要な枢軸なのだよ。」とマフフーズは語った。
マフフーズがエジプト人ナショナリズムの信奉者であり、ワフド党のシンパであることは多数の著作から読み取れる。若い頃には社会主義や民主主義の理想に心惹かれていたこともあった。社会主義的理想主義の影響は、処女作と第二作目の小説に顕著である。また、晩年にも、これら理想主義に回帰した。社会主義と民主主義への共感に相応して、マフフーズはイスラーム過激派に反発した。
作家は若い頃から、個人的にサイイド・クトゥブを知っていた。クトゥブは原理主義に傾倒する以前は文芸批評に大きな興味を示していた。後年ムスリム同胞団に多大な影響を及ぼすことになるクトゥブであるが、マフフーズの才能を1940年代半ばに最初に認識した批評家の一人でもあった。マフフーズはクトゥブが刑死する少し前1960年代、病院にいるクトゥブのところへ見舞いに行ったこともある。その一方で、半自伝的小説『鏡』の中ではクトゥブを非常にネガティヴに描いている。マフフーズは1952年のエジプト革命の原動力となった思想には共鳴したけれども、その思想の実践が中途半端に終わった結果には失望した。1967年の「六日間戦争」（第三次中東戦争）におけるエジプト軍の敗北にも失望した。マフフーズはナビール・ムニール・ハビーブやリダー・アスラーンのようなエジプトの新世代の法律家に影響を与えている。
1978年にサーダートがキャンプ・デイヴィッドでイスラエルと結んだ和議に対して、マフフーズは公然と支持を表明した。マフフーズは社会に対して、いつも、寛容と中庸を呼びかけていた。マフフーズへの反発は大きく、多くのアラブ諸国で作品へのボイコットが広まった。この状況は10年近く続き、マフフーズのノーベル賞受賞でようやく変化した。マフフーズは作品の外側で起きた論争に萎縮することはなかったが、エジプトの文筆家や知識人の多くがそうであるようにマフフーズも、イスラーム原理主義者の「殺害すべき者リスト」にリストアップされた。

## 後半生
マフフーズは1988年にノーベル文学賞を受賞した。アラビア語圏の文筆家としては始めてのノーベル文学賞受賞者である。マフフーズのもとに届いたスウェーデンからの手紙には、「豊かで入り組んだ作品は、私たちを人生の本質への再考へといざなう。さまざまなシチュエーションで、時と愛や、社会と規範、知識と信義の本質といった主題が繰り返され、読み手の思考や感情を喚起するような、斬新なやり方で提示される。また、あなたの散文の詩的価値は言語的障壁を越えて感じ取ることができる。」と書かれていた。
サルマン・ラシュディが1989年にルーホッラー・ホメイニーから非難を受けた際には、『悪魔の詩』がイスラームを「侮辱している」と指摘しながらも、ラシュディを擁護した。マフフーズは、ルーホッラー・ホメイニーが発したラシュディ死刑のファトワーよりも、表現の自由を重視した。ファトワー直後にマフフーズは、知識人80人が集まって宣言した、「文筆家を殺そうという呼びかけが文筆家への攻撃にならないの同様に、神への冒涜がイスラームやムスリムへの攻撃にはならない」という宣言に参加した。
1989年の『悪魔の詩』の出現は、過去の『街角の子どもたち』に関する議論を再燃させた。エジプトを拠点とするイスラーム過激派組織ガマーア・イスラーミーヤの首領、盲目のシェイフことオマル・アブドゥッラフマーンは、ジャーナリストに対して「マフフーズが何かしらの罰を受けたらラシュディは自作を引っ込めるだろう」といった趣旨のことを話した。オマル自身がその言葉をマフフーズ攻撃を示唆するファトワーであると認めることはなかったが、マフフーズは1994年10月にカイロの自宅を出たところで暴漢2名に襲われ、刃物で首を切りつけられた。襲撃犯らはオマルの声明をマフフーズ殺害を呼びかけるファトワーとして解釈したと見られている。82歳の老小説家は7週間入院し、命に別状はなかったものの、右上腕部の神経をやられた。また、眼球を動かすのに苦労するようになり耳も遠くなった。
暗殺未遂事件後のマフフーズは、一日に数分しか執筆に取り組めなくなった。カイロの弁護士ナビール・ムニール・ハビーブのオフィスに身を寄せ、ムニールの書庫を図書館代わりにした。ボディガードに常時守られながらの生活であったが、それでも執筆を続け、1996年12月11日、85歳の誕生日に自伝を出版した。2006年の年初には最後の作品となる『第七天国』を発表した。『第七天国』は死後の世界を描いた短編を含むオムニバスである。原題の Ali-Sama' al-Sabia は七階層ある天国の第七番目を意味し、殺人により第一天国に来た男が第七天国を目指す話（アクエンアテンやウッドロウ・ウィルソン、アブドゥンナーセルなど歴史上の有名人も登場する）や、人生の秘密や魅力におぼれたくなくば近くにある森に近寄ってはならないと忠告されるティーンエイジャーの話など、マフフーズが過去に書き綴ってきた歴史小説や自然主義文学とはまったく異なる、幻想文学が展開された。

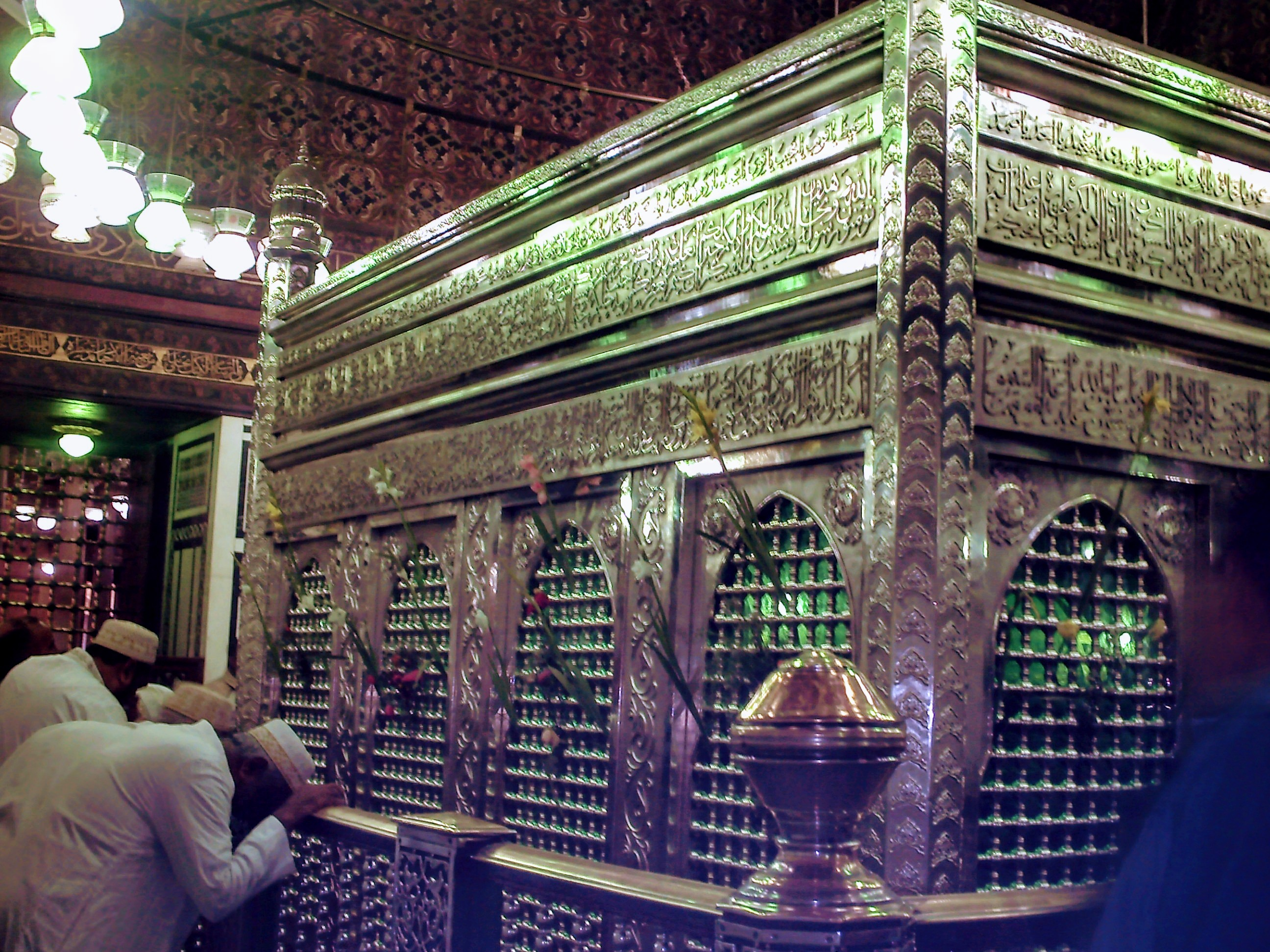
フセイン・モスクのイマーム・フセインの墓

2006年7月16日、マフフーズは深夜の散歩中に倒れ、頭にけがをして入院した。カイロ市内アグーザ地区の警察病院の集中治療室で治療を受けていたものの、同年8月30日に腎不全と肺炎により死去、94歳だった。翌日、ムバーラク大統領が指揮する軍隊による国葬が行われた。作家が眠る棺を中心とした葬列は、故人の望みにより、ガマリーヤ地区のフセイン・モスクに少し立ち寄った。ここはイマーム・フセインの首が埋葬されているという信仰のあるファーティマ朝時代に建てられた古いモスクである。マフフーズの生家から目と鼻の先にあり、作家が幼い頃よく母に連れられて礼拝に来たモスクでもあった。その後、葬列はカイロ郊外のマディーナトナスルのラシュダン・モスクへ向かい、そこで葬儀と埋葬が行われた。
マフフーズは生涯を通して、滅多にカイロの外へ出なかった。エジプト国外へ出たのは生涯で3度だけ、イエメンとユーゴスラビア、そしてイギリスに手術のため訪れたことがあるのみであった。ノーベル文学賞の授賞式すら高齢を理由にして出席を断り、娘たちを代理としてスウェーデンに送った。